# 小行星3245
小行星3245（3245 Jensch）是一颗围绕太阳公转的小行星。1973年10月27日，佛蒙特·伯根在陶腾堡发现了此天体。
該小行星以德國天文學家阿爾弗雷德·延什（Alfred Jensch）命名。
这颗小行星的绝对星等为83.49954等。